# Lithothamnion valens
Lithothamnion valens Foslie, 1909  é o nome botânico  de uma espécie de algas vermelhas  pluricelulares do gênero Lithothamnion, subfamília Melobesioideae.
- são algas marinhas encontradas na Europa e na África.

## Sinonímia
- Não apresenta sinônimos.